# 相愛女子短期大学
相愛女子短期大学（そうあいじょしたんきだいがく、英語: Soai Women's Junior College）は、大阪府大阪市住之江区南港中4-1に本部を置いていた日本の私立大学である。1950年に設置され、2008年に廃止された。大学の略称は相愛短大。

## 概要

### 大学全体
- 大阪府大阪市住之江区に所在した日本の私立短期大学で、設置主体は学校法人相愛学園[2]。
- 国内で最初に認可された短期大学149校[注 2]の1校として、1950年に1学科体制で開学した[3]。当初は国文科のみの単科短大だったが、順次学科の増減を経て、最多で4学科を置くようになった。
- とりわけ2000年代になると学科及び定員の減少が目立ちはじめるようになり、2005年度の入学生を最後に[注釈 1]、短期大学としての使命を終える[4]。

### 建学の精神（校訓・理念・学是）
- 相愛女子短期大学の学是は「自他共に如来の一子なり、まさに相愛愛すべし」となっている。

### 教育および研究
- 相愛女子短期大学にはかつて、｢なにわの文学｣と題した科目があった。これは、近松門左衛門や司馬遼太郎といった大阪出身の著名文学者の著作を研究する内容のもので、本短大独自の科目となっていた。日本語日本文学科の専門科目として設置されていた。
- 最新の人間関係学科は、人間理解を深く学ぶための学科で｢宗教｣・｢文学｣・｢歴史｣・「心理学」・｢社会心理学｣などの科目が置かれていた。人間生活学科では、栄養士の養成も執り行っていた。
- 一般教育科目では｢仏教史学｣をはじめ宗教に関する科目や外国語科目、保健体育科目などがあった。

### 学風および特色
- 相愛女子短期大学は1888年西本願寺により創立された相愛女学校が起源となっている。浄土真宗の親鸞聖人の精神を基にして、人間が人間らしく生きるための宗教的情操教育の涵養に尽力されていた。
- 当初あった第二部は、午後5時40分始業、9時50分終業となっていた[5]。

## 沿革
- 1888年
  - 大阪府東区[注 3]本町4丁目に相愛女学校を設置[6]。
- 1906年
  - 相愛高等女学校に改組。大阪女子音楽学校を併設。
- 1928年
  - 財団法人相愛女学園を設立。相愛女子専門学校を設置。国文科・家政科・社会事業科を置く。
- 1937年
  - 社会事業科を廃止し、音楽科を設置。
- 1944年
  - 学科の改編が行われ、国語科・保健科・被服科・音楽科を置く。
- 1949年
  - 10月 文部省[注釈 2]に短期大学[注 4]の設置認可に関する申請を行う[注 5]。なお、学科・専攻は以下の通りとなっている[注 6]。
    - 国文学科 入学定員40名
- 1950年
  - 3月14日 左記を以て短期大学の設置が文部省[注釈 2]より認可される[注 7]。
  - 4月1日 左記を以て相愛女子短期大学が以下の学科体制にて開学する[注 8]。
    - 国文学科→国文科 入学定員40名→変更なし
- 1951年
  - 3月5日 相愛学園が学校法人として認可される[17]。
- 1952年
  - 門真町[18]から東区へキャンパスを移転[19]。
- 1953年
  - 4月1日 既存の国文科に加えて以下の学科の新設が行われる[20]。
    - 国文科
      - 第一部[注 9] 入学定員40名
      - 第二部 入学定員40名

    - 家政科
      - 第一部 入学定員40名
      - 第二部 入学定員40名

    - 音楽科
      - 第一部 入学定員25名
      - 第二部 入学定員20名
- 1954年
  - 5月1日 学生数[21]/定員
    - 国文科
      - 第一部 100[注釈 3]/80
      - 第二部 72[注釈 3]/80

    - 家政科
      - 第一部 230[注釈 3]/80
      - 第二部 145[注釈 3]/80

    - 音楽科 
      - 第一部 71[注釈 3]/50
      - 第二部 36[注釈 3]/50
- 1955年
  - 4月1日 以下の学科について以下の通り変更となっている[注 10]。
    - 家政科
      - 第一部 入学定員40名→80名[注釈 4]
        - 生活専攻 入学定員40名
        - 被服専攻 入学定員40名

      - 第二部 入学定員40名→80名[注釈 4]
        - 生活専攻 入学定員40名
        - 被服専攻 入学定員40名

    - 音楽科
      - 第一部 入学定員25名→入学定員は従来通り据え置きで、以下の3専攻に分離。
        - 楽理作曲専攻 入学定員5名
        - 声楽専攻 入学定員10名
        - 器楽専攻 入学定員10名
        - 音楽教育専攻第二部 入学定員20名
- 1957年
  - 4月1日 音楽科第一部、第二部の募集をこの年度で学生募集を最終とする[注 11]。
- 1958年
  - 5月1日 学生数[26]/定員
    - 国文科
      - 第一部 39[注釈 3]/80
      - 第二部 11[注釈 3]/80

    - 家政科
      - 第一部 
        - 被服専攻 112[注釈 3]/80
        - 生活専攻 106[注釈 3]/80

      - 第二部 
        - 被服専攻 29[注釈 3]/80
        - 生活専攻 53[注釈 3]/80

    - 音楽科 
      - 第一部 30[注釈 3]/25
      - 第二部 11[注釈 3]/25
- 1959年
  - 3月31日 左記を以て音楽科第一部、第二部を正式に廃止する[27]。
  - 5月1日 学生数[28]/定員
    - 国文科
      - 第一部 49[注釈 3]/80
      - 第二部 33[注釈 3]/80

    - 家政科
      - 第一部 
        - 被服専攻 112[注釈 3]/80
        - 生活専攻 111[注釈 3]/80

      - 第二部 
        - 被服専攻 44[注釈 3]/80
        - 生活専攻 76[注釈 3]/80
- 1960年
  - 5月1日 学生数[29]/定員
    - 国文科
      - 第一部 81[注釈 3]/80
      - 第二部 21[注釈 3]/80

    - 家政科
      - 第一部 231[注釈 3]/80
      - 第二部 79[注釈 3]/80
- 1961年
  - 5月1日 学生数[30]/定員
    - 国文科
      - 第一部 110[注釈 3]/80
      - 第二部 23[注釈 3]/80

    - 家政科
      - 第一部 237[注釈 3]/80
      - 第二部 84[注釈 3]/80
- 1962年
  - 5月1日 学生数[31]/定員
    - 国文科
      - 第一部 113[注釈 3]/80
      - 第二部 19[注釈 3]/80

    - 家政科
      - 第一部 233[注釈 3]/80
      - 第二部 88[注釈 3]/80
- 1963年
  - 5月1日 学生数[32]/定員
    - 国文科
      - 第一部 116[注釈 3]/80
      - 第二部 9[注釈 3]/80

    - 家政科
      - 第一部 232[注釈 3]/80
      - 第二部 41[注釈 3]/80[注 12]
- 1965年
  - 4月1日 家政科の各専攻課程を以下の通り変更する[33]。
    - 生活専攻→食物専攻
- 1969年
  - 4月1日 学科名を以下の通り変更[34]。
    - 国文科→国文学科
    - 家政科→家政学科
- 1974年
  - 4月1日 左記を以て以下の学科を正式に廃止とする[35]。
    - 国文学科第二部
    - 家政学科第二部
      - 被服専攻
      - 食物専攻
- 1983年
  - 4月1日 キャンパスを東区[注釈 5]住之江区に移転[38]。かつ、学科の入学定員を以下の通り増員する[注 13]。
    - 国文学科 40[注釈 6]→100[注釈 7]
    - 家政学科
      - 被服専攻 40[注釈 6]→100[注釈 7]
      - 食物専攻 40[注釈 6]→100[注釈 7]

  - 5月1日 学生数[44]/定員
    - 国文学科 213[注釈 3]/140
    - 家政学科 451[注釈 3]/280
- 1986年
  - 4月1日 学科の定員増を以下の通り行う[注 14]。
    - 国文学科 100[注釈 8]→185[注釈 9]
    - 家政学科
      - 被服専攻 100[注釈 8]→170[注釈 9]
      - 食物専攻 100[注釈 8]→170[注釈 9]

  - 5月1日 学生数[49]/定員
    - 国文学科 339[注釈 3]/285
    - 家政学科 624[注釈 3]/540
- 1987年
  - 4月1日 以下の学科を増設する[注釈 10]。
    - 英米語科 入学定員80名

  - 同 上記により学科の定員減を以下の通り行う[注釈 10]。
    - 国文学科 185[注釈 9]→165[注釈 11]
    - 家政学科
      - 被服専攻 170[注釈 9]→140[注釈 11]
      - 食物専攻 170[注釈 9]→140[注釈 11]

  - 5月1日 学生数[53]/定員
    - 国文学科 406[注釈 3]/350
    - 家政学科 714[注釈 3]/620
    - 英米語科 98[注釈 3]/80
- 1990年
  - 4月1日 英米語学科の入学定員を80[54]→120[55]に増員[56]。
  - 5月1日 学生数[57]/定員
    - 国文学科 418[注釈 3]/330
    - 家政学科 712[注釈 3]/560
    - 英米語学科 270[注釈 3]/200
- 1992年
  - 5月1日 学生数[注 15]/定員
    - 国文学科 393[注釈 3]/330
    - 家政学科 717[注釈 3]/560
    - 英米語学科 321[注釈 3]/240
- 1995年
  - 4月1日 学科名の変更が行われる[60]。 
    - 家政学科→生活学科
      - 被服専攻→衣生活専攻

  - 5月1日 学生数[61]/定員
    - 国文学科 363[注釈 3]/330
    - 生活学科 301[注釈 3]/280
      - 家政学科 338[注釈 3]/280

    - 英米語科 299[注釈 3]/240
- 1998年
  - 5月1日 学生数[62]/定員
    - 国文学科 304[注釈 3]/330
    - 生活学科 526[注釈 3]/560
    - 英米語科 209[注釈 3]/240
- 1999年
  - 4月1日 生活学科及び専攻の名称変更が以下の通り行われる[63]。
    - 生活学科
      - 食物専攻 入学定員140名→食物栄養専攻 入学定員136名(↓4)
      - 衣生活専攻 入学定員140名→人間生活専攻 入学定員110名(↓30)

  - 5月1日 学生数[64]/定員
    - 国文学科 159[注釈 3]/330
    - 生活学科 497[注釈 3]/524
    - 英米語科 124[注釈 3]/240
- 2000年
  - 4月1日 以下の学科を増設する[65]。
    - 人間関係学科 入学定員72名

  - 同 学科名を以下の通り改称[65]。
    - 国文学科→日本語日本文学科
    - 英米語科→英語コミュニケーション学科

  - 同 学科の入学定員減を以下の通り行う[66]。
    - 英米語科 120→英語コミュニケーション学科 50
    - 国文学科 165→日本語日本文学科 50
    - 生活学科
      - 人間生活専攻 140→133
      - 食物栄養専攻 140→136
- 2001年
  - 4月1日 以下の学科について、この年度で学生募集を最終とする[注 16]。
  - 同 生活学科人間生活専攻 133→110[68]
- 2000年代
  - 4月1日 生活学科にある各専攻課程の入学定員が以下の通り減員されている[注 17]
    - 人間生活専攻 133→70
    - 食物栄養専攻 136→70
- 2003年
  - 3月31日 左記をもって日本語日本文学科が正式に廃止となる[69]。
- 2004年
  - 3月31日 左記をもって英語コミュニケーション学科が正式に廃止となる[70]。
- 2005年
  - 4月1日 この年度で学生募集を最終とする[注釈 1]。
- 2008年
  - 7月31日 左記をもって正式に廃止となる[4]。

## 基礎データ

### 所在地
- 大阪府大阪市住之江区南港中4-1[注釈 12]

### 象徴
- 相愛女子短期大学のカレッジマークは右記資料にあり[6]。

## 教育および研究

### 組織

#### 学科
- 日本語日本文学科[注釈 13]
- 英語コミュニケーション学科[注釈 13]
- 人間生活学科
  - 人間生活専攻[注釈 14]
  - 食物栄養専攻[注釈 14]
- 人間関係学科[注 18]

##### 旧学科体制
- 国文学科
  - 第一部→国文学科→日本語日本文学科
  - 第二部[注釈 15]
- 家政学科→生活学科
  - 第一部→家政学科→生活学科 
    - 食物専攻→食物栄養
    - 被服専攻→衣生活専攻→人間生活専攻

  - 第二部 
    - 食物専攻 入学定員40名[注釈 15]
    - 被服専攻 入学定員40名[注釈 15]

  - 音楽科
    - 楽理作曲専攻 入学定員5名[注釈 16]
    - 声楽専攻 入学定員10名[注釈 16]
    - 器楽専攻 入学定員10名[注釈 16]
    - 音楽教育専攻第二部 入学定員20名[注釈 16]

#### 専攻科
- なし

#### 別科
- なし

#### 取得資格について
教職課程
- 中学校教諭二種免許状
  - 国語：当初は国文学科[注 19]や日本語日本文学科[注釈 17]で取得できた。
  - 英語：当初は英米語科[59]及び英語コミュニケーション学科[注釈 17]。
  - 家庭：旧･生活学科衣生活専攻[59]および家政科第一部・第二部[注釈 18]
  - 保健：旧・家政科第一部・第二部[注釈 18]
  - 社会：人間関係学科をはじめ全ての学科で可能となった[注釈 17]。
  - 音楽：かつては旧来の音楽科[注 20]で取得できるものだった[注釈 17]。
  - 当初は中学校教諭ほか高等学校教諭免許状の教職課程を併設[注釈 18]。
    - 国語：国文科第一部・第二部
    - 音楽：音楽科第一部・第二部
    - 家庭・保健：家政科第一部・第二部

資格
- 栄養士：生活学科食物栄養専攻[68]

### 研究
- 『相愛女子短期大学研究論集』[76]

## 学生生活

### 部活動・クラブ活動・サークル活動
- 短期大学独自の活動団体があり、体育系では硬式テニス・軟式テニス・バドミントン・バレーボール・陸上競技など、文化系では華道・茶道・宗教・フォークソング・ワープロ・アジア研究・演劇・アパレル研究などがあった。

### 学園祭
- 相愛女子短期大学の学園祭は「ブルーオーシャンフェスティバル」と呼ばれていた。

## 大学関係者と組織

### 大学関係者一覧
歴代学長
- 中西智海

#### 出身者
- 山本圭子 - 声優
- 亀山房代 - お笑いタレント、漫才師
- 別府あゆみ - タレント

## 施設

### キャンパス
- 短大独自の校舎が設置されていた。

### 寮
- 相愛女子短期大学には、大学と同様「相愛学園学生寮」があった。

## 対外関係

### 関係校
- 龍谷大学
- 龍谷大学短期大学部
- 九州龍谷短期大学

### 系列校
- 相愛大学
- 相愛中学校・高等学校

## 卒業後の進路について

### 編入学･進学実績
- 国文学科&日本語日本文学科：立命館大学・追手門学院大学・大谷女子大学・四天王寺大学ほか。
- 英米語科&英語コミュニケーション学科：金沢学院大学・龍谷大学・帝塚山学院大学・常磐会学園大学・梅花女子大学などがある。
- 生活学科&人間生活学科
  - 人間生活専攻：大阪産業大学・大阪国際女子大学・関西福祉科学大学・大手前女子大学ほか。
  - 食物栄養専攻：徳島文理大学ほか。